# Noël Bas
Joseph Noël Bas (24 de diciembre de 1877 – 3 de julio de 1960) fue un gimnasta francés que compitió en pruebas de gimnasia artística.
A los 23 años, fue representante de Francia en los Juegos Olímpicos de París 1900. En ocasión, disputó la prueba de ejercicios combinados individuales, que contarán como las rotaciones de barra fija, barras paralelas, anillas, caballo con arcos, gimnasia individual, Suelo (gimnasia), salto en altura combinado, salto a distancia, salto con vara, escalada y halterofilia, en un total de 295 puntos. A la final de las disputas, salió vicecampeón, después de superar al compatriota Lucien Demanet y quedar atrás de Gustave Sandras.